# Kaži zašto me ostavi (pjesma)
Kaži zašto me ostavi je pjesma grčkog skladatelja i pjevača Nikosa Gounarisa (1915. – 1965.) izvornog grčkog naslova: Ποιος σε πήρε και μου 'φυγες (Tko mi te uze) iz 1950. Pjesma je kasnih 1950-ih postala jedna od prvih velikih uspješnica jugoslavenskih radio etera u izvedbi Zvonimira Krkljuša.

## O pjesmi
Danas mnogi griješe i njeno autorstvo pripisuju makedonskom pjevaču i glazbeniku Nikoli Bobi Avtovskom. On je istina tu pjesmu Nikosa Gounarisa - prvi prepjevao uz pomoć tekstopisca Dragi Veljanovskog 1958. Pjesma se ubrzo dopala i mnogim drugim pjevačima i stali su je uvrštavati u svoj repertoar. Popularnost te pjesme iskoristio je tadašnji riječki pjevač Zvonimir Krkljuš i snimio je za Radio Rijeku na stihove Dragomira Ristića, koji se nisu puno razlikovali od onih makedonskih Veljanovskog. Krkljušev ugodni bariton i lagani beguine ritam uz tužne stihove, - bili su pravi recept za uspjeh. 
Ponovni interes za tu pjesmu dolazio je u valovima, - svakih deset godina. Pjesmu je uspješno prepjevao beogradski pjevač Dušan Jakšić 1960-ih, te nakon toga i zagrebački Stjepan Džimi Stanić 1970-ih, te pjevačica Sandra Kulier 1980-ih.
Popularnost pjesme iskoristio je i beogradski redatelj Oleg Novković, koji je 1993. snimio film Kaži zašto me ostavi, po scenariju Srđana Koljevića. Naslovnu pjesmu otpjevala je pjevačica Ana Sofrenović.

## Stihovi pjesme
Kaži zašto me ostavi
srce ispuni tugom
kaži zašto zaboravi
ljubav svu našu ti
Drugom kada si otišla

osmeh krio je boli

ipak tiho si plakala

kad se rastasmo mi

Svi moji dani tužni su

bez ta dva oka blaga

vrati se, skrati patnju tu

sve ti opraštam, draga

Kaži, zašto me ostavi

sruši sve divne snove

kaži, zašto zaboravi

ljubav svu našu ti

## Vanjski izvori
- Zvonimir Krkljuš izvodi - Kaži, zašto me ostavi s portala YouTube